# Čistá (district de Svitavy)
Pour les articles homonymes, voir Čistá.
Čistá (en allemand : Lauterbachest) est une commune du district de Svitavy, dans la région de Pardubice, en Tchéquie. Sa population s'élevait à 1 037 habitants en 2024.

## Géographie
Čistá est arrosée par la Loučná et se trouve à 5 km au sud-sud-est de Litomyšl, à 13 km au nord-ouest de Svitavy, à 46 km au sud-est de Pardubice et à 139 km à l'est-sud-est de Prague.
La commune est limitée par Benátky au nord, par Janov, Mikuleč et Kukle à l'est, par Javorník et Trstěnice au sud, et par Litomyšl à l'ouest.

## Histoire
La première mention écrite du village date de 1347. Il est situé dans la région historique de Bohême. Jusqu'en 1945, le village s'appelait Litrbachy  .

## Galerie

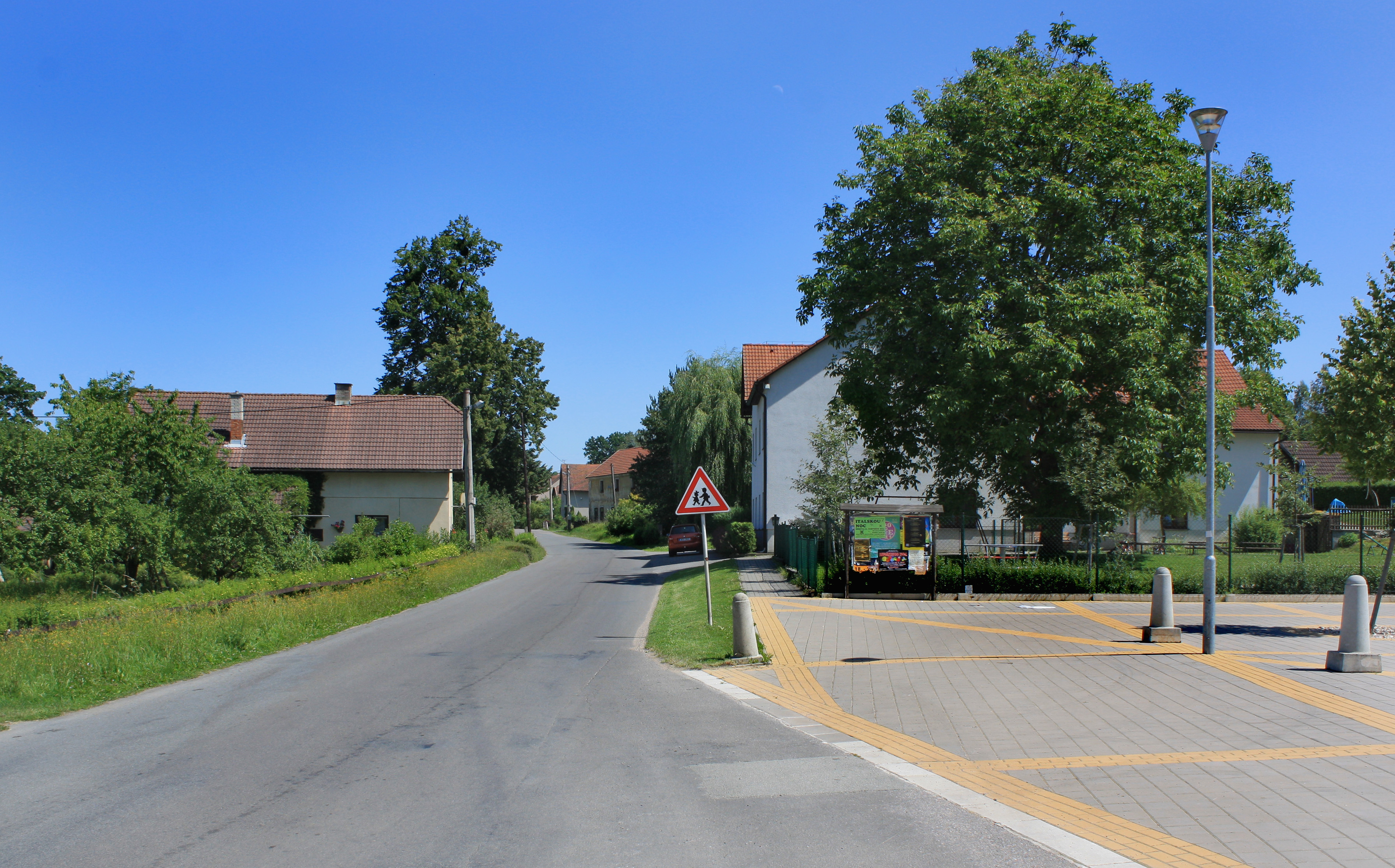
Čistá : centre du village.
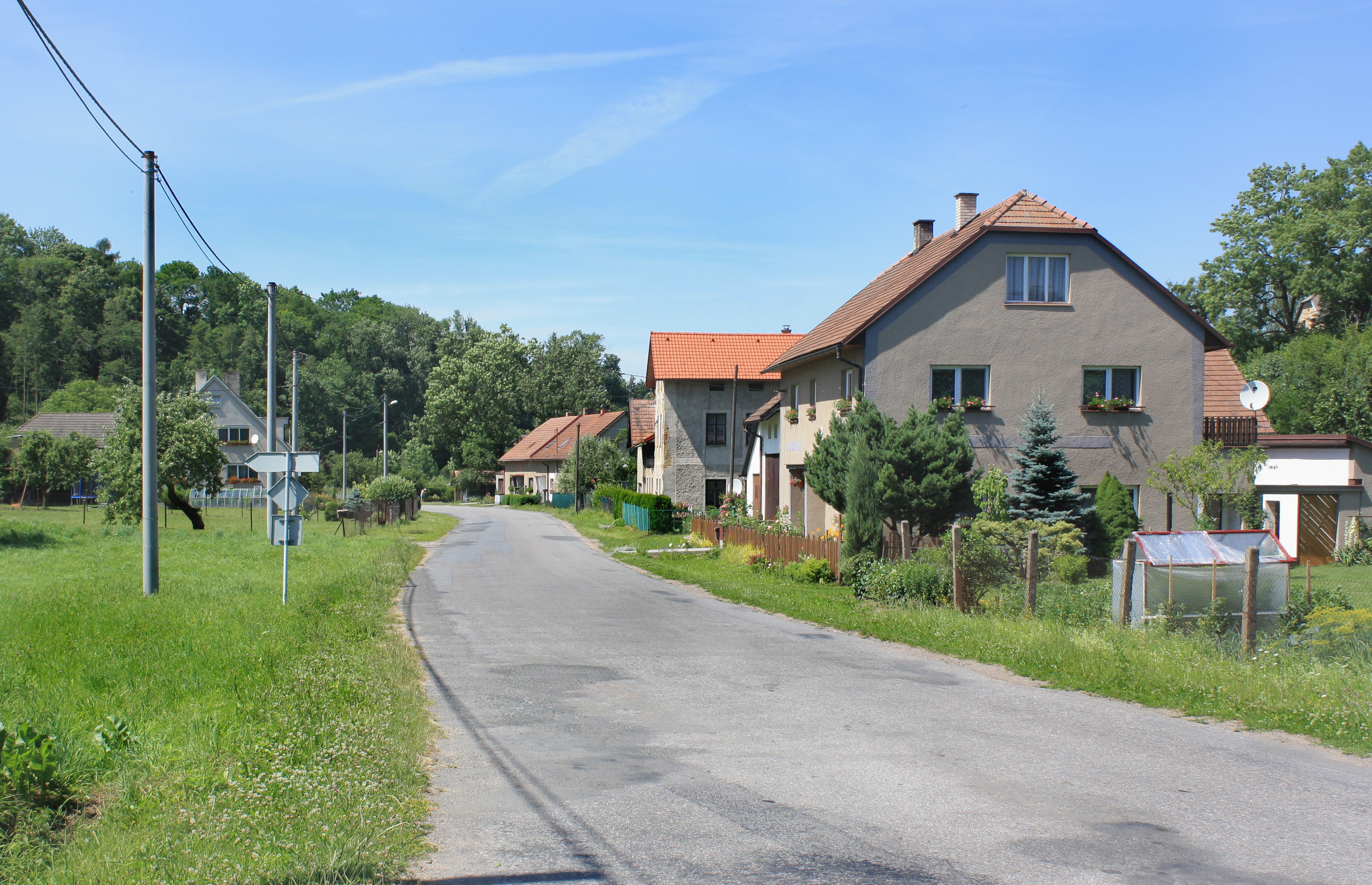
Čistá : partie sud.

## Transports
Par la route, Čistá se trouve à 5,5 km de Litomysl, à 15 km de Svitavy, à 55 km de Pardubice et à 169 km de Prague. 